# てんとてん
『てんとてん』は、日本の女性歌手で、音楽グループEvery Little Thingのボーカリスト・持田香織の1枚目のミニ・アルバムである。

## 解説
初となるミニ・アルバム。LITTLE CREATURESの鈴木正人が全曲のプロデュースを担当。

## 収録曲
CD
| 全作詞: 持田香織（特記以外）。 |                                    |                      |          |      |
| #                              | タイトル                           | 作詞                 | 作曲     | 時間 |
| 1.                             | 「てんとてん」                     | 持田香織（特記以外） | 鈴木正人 | 4:15 |
| 2.                             | 「そりゃ喧嘩もしますし」           | 持田香織（特記以外） | 鈴木正人 | 4:17 |
| 3.                             | 「Enseigne d'angle」               | 持田香織（特記以外） | 鈴木正人 | 4:51 |
| 4.                             | 「あたらしき夜」(作詞: 青柳拓次)   | 持田香織（特記以外） | 栗原努   | 3:13 |
| 5.                             | 「君と僕の消失点」(作詞: Kan Sano) | 持田香織（特記以外） | Kan Sano | 4:24 |
| 合計時間:                      | 合計時間:                          | 合計時間:            | 21:00    |      |

### 楽曲解説
1. てんとてん
2. そりゃ喧嘩もしますし
3. Enseigne d'angle
4. あたらしき夜
5. 君と僕の消失点
日本メナード化粧品「メナード フェアルーセント」CMソング